# Jules Royer

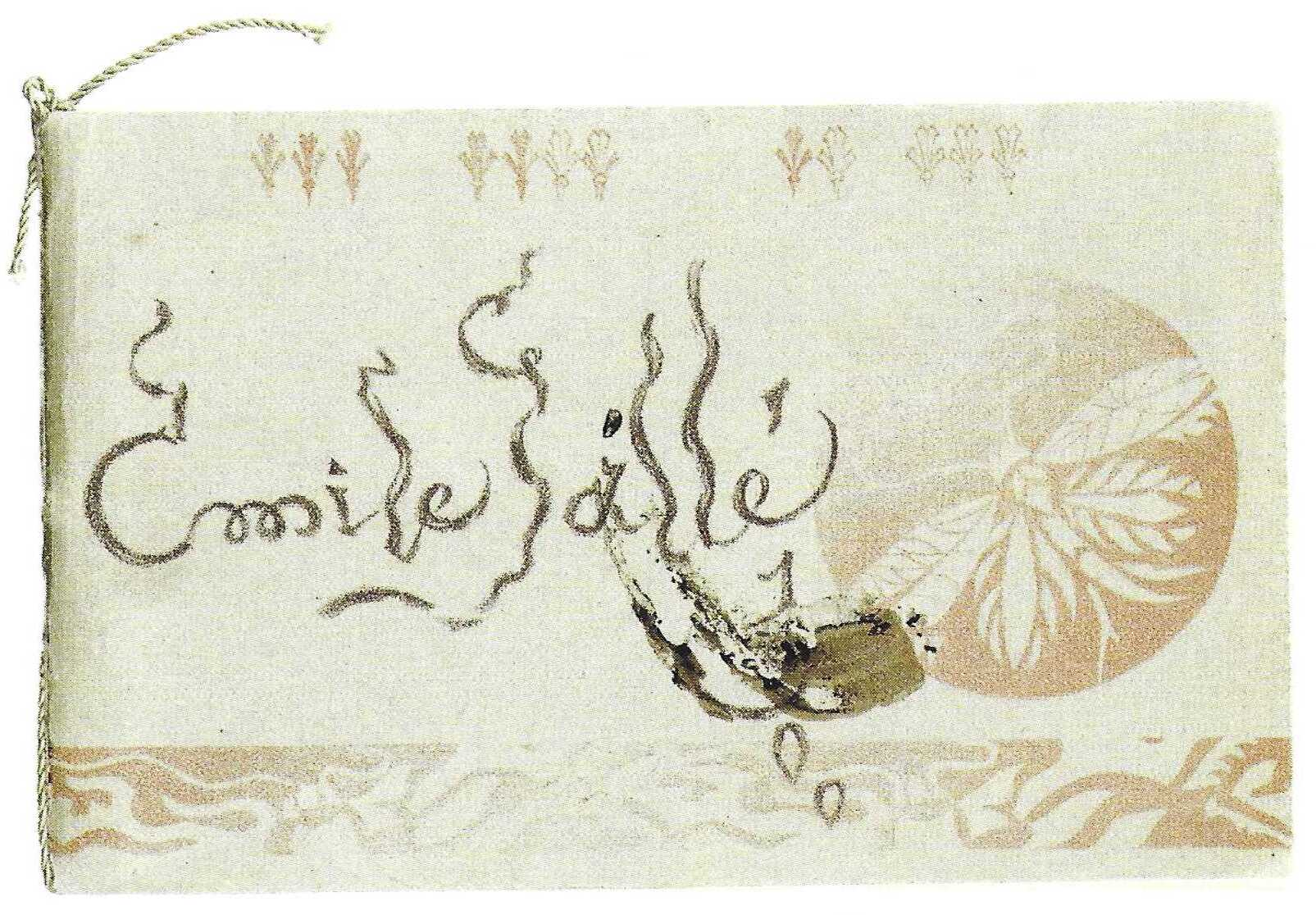
Begleitheft zur Ausstellung von Émile Gallé auf der Weltausstellung 1900 in Paris, gestaltet von Émile Gallé und gedruckt von Jules Royer

Jules Royer (* 2. November 1845 in Dompaire, Département Vosges; † 22. Oktober 1900 in Nancy) war ein französischer Lithograf und Typograf.

## Leben
Jules Royer wurde am 2. November 1845 in Dompaire, Département Vosges, als Sohn von Joseph Libert Royer, einem Färber, und Françoise Donvaux, einer Schneiderin, geboren. Nach seiner Ausbildung arbeitete er als Lithograf und Typograf. 1866 verließ er die Maison des Apprentis, wo er zuvor tätig war, und gründete 1868 die Imprimerie Royer in Nancy. Er war Vater von Henri Paul Royer (1869–1938), der später als Maler bekannt wurde. Jules Royer verstarb am 22. Oktober 1900 in Nancy.

## Werk

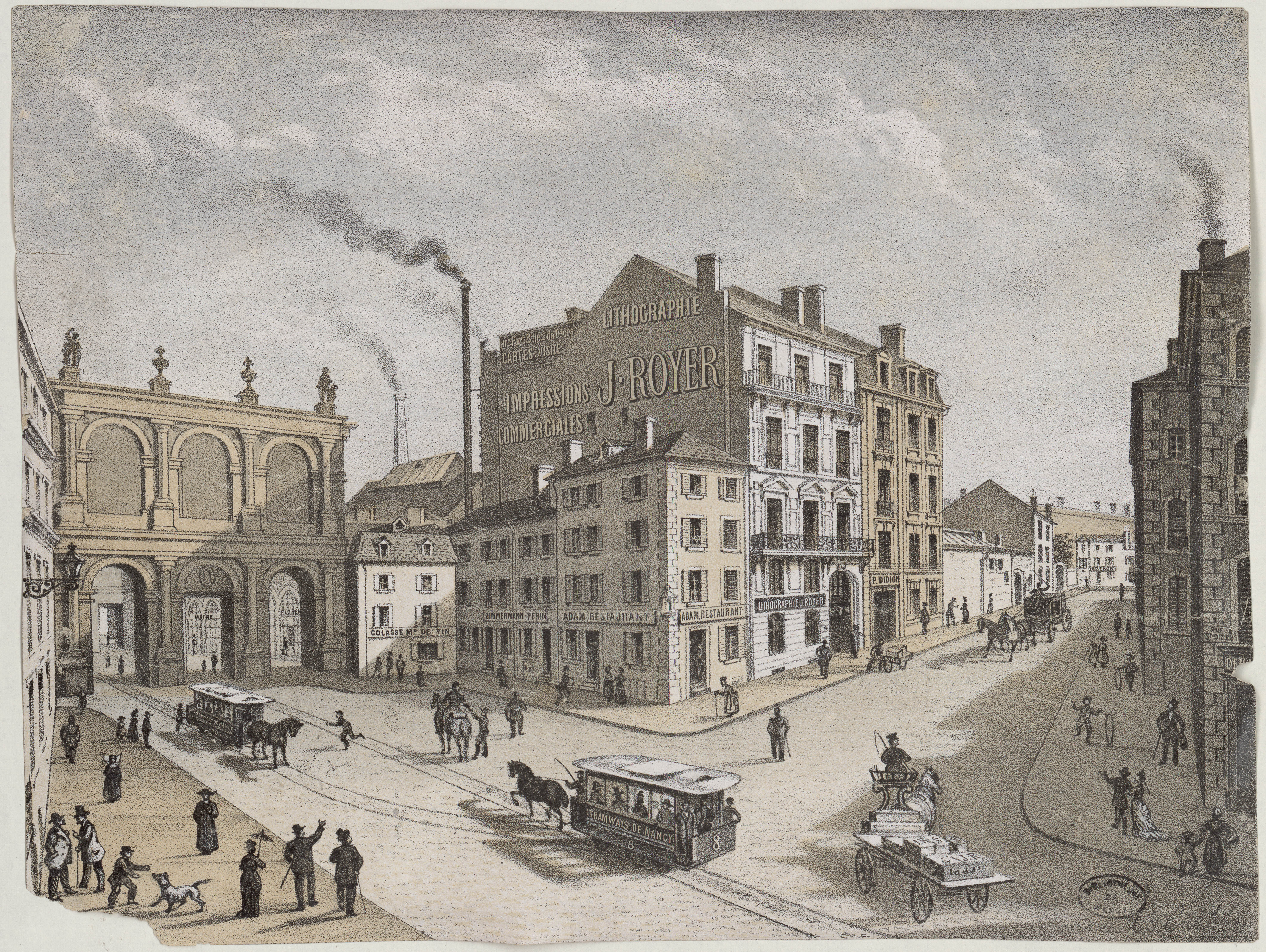
Darstellung des Firmengebäudes von Jules Royer, das 1875 in Betrieb genommen wurde und sich bis zu seinem Abriss 1899 in der Rue de la Salpétrière in Nancy befand, Druck: Imprimerie Royer. Bibliothèque municipale de Nancy

Als Lithograf und Typograf spezialisierte sich Jules Royer auf die Herstellung von Drucken und war insbesondere für seine Arbeiten im Bereich der Farblithografie bekannt.